# Янну, Апостолос
Апостолос Янну (англ. Apostolos Giannou, греч. Απόστολος Γιάννου; род. 25 января 1990, Науса, Иматия, Греция) — австралийский и греческий футболист, нападающий клуба «Керала Бластерс». Выступал за сборные Греции и Австралии.

## Клубная карьера
Янну родился в греческом городе Науса, но с детства жил в австралийском Мельбурне, где играл за юниорские команды «Оукли Кэннонс» (2003—2004) и «Саут Мельбурн» (2004—2005). В 2005—2006 годах был участником программы Института спорта Виктории. После двухнедельной поездки в академию ПСВ Янну вернулся в Мельбурн и подписал полугодовой контракт с «Оукли Кэннонс», за который сыграл 7 игр.
С 2007 года по февраль 2016 выступал за греческие клубы «Аполлон» Каламарья (2007—2009), «Кавала» (2009—2011), ПАОК (2011—2013), «Платаниас» (2013, аренда), «Паниониос» (2013—2015), «Астерас» Триполис (2015—2016). 20 февраля 2016 китайский клуб «Шанхай Шэньхуа» выступил с предложением купить Янну за 2 млн евро и предложил нападающему зарплату в 1 млн евро в год, но «Астерас» требовал 3 млн с условием осуществления трансфера по окончании сезона. Через 4 дня Янну подписал трёхлетний контракт с другим клубом из Китая — «Гуанчжоу Фули». «Астерас» получил 2,5 млн евро, зарплата футболиста составила 1,6 млн в год.
22 сентября 2020 года присоединился к греческому ОФИ, подписав с клубом двухлетний контракт. В начале 2022 года решил продолжить карьеру в Австралии, заключив соглашение с «Макартуром».

## Карьера в сборных
В 2006 году Янну принял участие в восьми матчах за юношескую сборную Австралии и забил два мяча.
В 2008 году он играл за юношескую сборную Греции на чемпионате Европы, в 2010—2012 годах выступал за молодёжную команду Греции.
В 2015 году Янну встал перед выбором — играть за сборную Греции или за сборную Австралии, которую тренировал Анге Постекоглу, который, как и Янну родился в Греции и в детстве переехал а Австралию, а также тренировал Янну в юношеской сборной Австралии. 17 ноября Янну вышел на замену в товарищеском матче сборной Греции против Турции (0:0), но уже 25 февраля 2016, сразу после перехода в «Гуанчжоу Фули», заявил о желании выступать за сборную Австралии, в составе которой дебютировал 24 марта в матче с Таджикистаном (7:0).
В 2019 году включён в состав сборной на кубок Азии в ОАЭ. 11 января, на 90 минуте игры, забил третий гол своей команды во втором матче группового этапа в ворота сборной Палестины. Австралия одержала первую победу на турнире со счётом 3:0.